# Friedrich von Adelung
Pour les articles homonymes, voir Adelung.
Frédéric de Adelung ou Friedrich von Adelung (25 février 1768 à Stettin – 30 janvier 1843 à Saint-Pétersbourg), neveu de Johann Christoph Adelung, est un philologue et érudit prussien devenu sujet de l'Empire russe.

## Biographie
Il se fixe à Saint-Pétersbourg, où il devient conseiller d'État et président de l'Académie orientale en 1824. Il découvre de vieux poèmes allemands et effectue des recherches sur la langue et la littérature sanskrites.